# Palmer, Nebraska
Palmer är en ort i Merrick County i delstaten Nebraska, USA.